# Whakamoke
Whakamoke – rodzaj pająków z rodziny Malkaridae i podrodziny Tingotinginae. Zalicza się do niego 7 opisanych gatunków. Wszystkie są endemitami Nowej Zelandii.

## Morfologia
Samice osiągają od 3,06 do 6,02 mm, a samce od 3,02 do 5,15 mm długości ciała. Prosoma jest ciemnobrązowa, w widoku bocznym prostokątna, pozbawiona podziału na część głowową i tułowiową. U samców prosoma ma od 1,25 do 2,36 mm długości i od 0,96 do 1,74 mm szerokości, zaś u samic od 1,26 do 2,68 mm długości i od 1,08 do 2,1 mm szerokości. Karapaks pokrywają nieregularne alweole. Jamka karapaksu wykształcona jest w postaci podłużnej linii. Tylny brzeg karapaksu jest szeroko listwowato wyniesiony. Wszystkie oczy oddalone są od siebie na odległości mniejsze niż ich średnice. Wysokość nadustka jest od 2,6 do 4,5 raza większa od średnicy oczu pary przednio-środkowej. Szczękoczułki mają dwa zęby na krawędzi przedniej, dwa zęby na krawędzi tylnej i niewielką nabrzmiałość w części nasadowej od strony przedniej. Warga dolna jest szersza niż długa i zlana z tarczowatym sternum. Odnóża są dłuższe i cieńsze niż u pokrewnego Tingotingo. Uda pierwszej ich pary są zawsze dłuższe niż karapaks.
Opistosoma (odwłok) jest kremowa z ciemnobrązowym, silnie zesklerotyzowanym skutum i brązowymi dyskami szczecinkonośnymi. Skutum przykrywa części przednio-boczne opistosomy i przechodzi na jej stronę brzuszną, gdzie u samicy rozciąga się ku tyłowi do krawędzi epigastrycznej, a u samca na odległość równą około ¾ długości opistosomy. Na przedzie skutum tworzy pierścień otaczający łącznik. U samic skutum za epigynum ma otwarte fenestra, co odróżnia je od pokrewnego Tingotingo. Środkiem opistosomy biegnie para podłużnych rzędów zawierających od czterech do siedmiu sigillów. Mały stożeczek ma dwie szczecinki.
Nogogłaszczki samca mają niezmodyfikowane golenie z trzema trichobotriami, zaś cymbium pozbawione apofiz i na szczycie stępione. Paracymbium ma ostry wierzchołek, zawsze pozbawiony wyrostków czy rozwidleń. Embolus jest krótszy niż u Tingotingo, ma nieregularnie ukształtowany wierzchołek i nie zatacza pełnego koła wokół osi tegulum. Sierpowaty wyrostek konduktora ma wyrostek nasadowy z apofizą biegnącą w przeciwnym do embolusa kierunku.

## Taksonomia
Rodzaj ten wprowadzony został w 2020 roku przez Gustava Hormigę i Nikolaja Scharffa na łamach Invertebrate Systematics w ramach rewizji taksonomicznej nowozelandzkich Malkaridae. Jego gatunkiem typowym kreatorzy wyznaczyli opisanego w tej samej publikacji W. orongorongo. Nazwa rodzajowa oznacza w języku maoryskim „ukrywać się” i odnosi się do skrytego trybu życia tych pająków.
Według wyników molekularnej analizy filogenetycznej Dimitara Dimitrowa i innych z 2017 roku rodzaj ten stanowi grupę siostrzaną dla rodzaju Tingotingo. Hormiga i Scharff połączyli te rodzaje w 2020 roku w podrodzinę Tingotinginae.
Do rodzaju tego zalicza się 7 opisanych gatunków:
- Whakamoke guacamole Hormiga et Scharff, 2020
- Whakamoke heru Hormiga et Scharff, 2020
- Whakamoke hunahuna Hormiga et Scharff, 2020
- Whakamoke orongorongo Hormiga et Scharff, 2020
- Whakamoke paoka Hormiga et Scharff, 2020
- Whakamoke rakiura Hormiga et Scharff, 2020
- Whakamoke tarakina Hormiga et Scharff, 2020